# Анастасий (Меткин)
Митрополи́т Анаста́сий (в миру Алекса́ндр Миха́йлович Метки́н; род. 27 августа 1944, д. Столбово, Кимрский район, Калининская область) — епископ Русской православной церкви на покое, бывший митрополит Симбирский и Новоспасский (2015—2019), член Межсоборного присутствия Русской православной церкви.

## Биография
Родился 27 августа 1944 года в религиозной крестьянской семье. В 8 лет впервые попал в Троице-Сергиеву Лавру.
Служил пономарем в Успенском храме села Щелково Кимрского района.
По окончании средней школы пытался поступить в Московскую духовную семинарию, однако был фактически принудительно зачислен в строительное училище, потом работал на стройке и на машиностроительном заводе в Кимрах.
В 1963 году окончил строительное училище и до 1966 года работал на машиностроительном заводе в городе Кимры.
В 1967 году приехал в Казань, где архиепископ Казанский и Марийский Михаил (Воскресенский) назначил его псаломщиком к Никольскому кафедральному собору.
6 мая 1968 года архиепископом Михаилом (Воскресенским) рукоположён во диакона, а 7 февраля 1972 года — во пресвитера.
В 1975 году заочно закончил Московскую духовную семинарию.
5 сентября 1976 года епископом Казанским и Марийским Пантелеимоном (Митрюковским) пострижен в монашество с наречением имени Анастасий в честь преподобномученика Анастасия, диакона Киево-Печерского, и возведён в сан игумена.
В том же году назначен настоятелем Никольского кафедрального собора в Казани и секретарём Казанского епархиального управления.
В 1983 году заочно окончил Московскую духовную академию.
Ко дню Пасхи 1985 года возведён в сан архимандрита.
В июне 1988 года был участником Поместного собора Русской Православной Церкви.

### Архиерейство
30 ноября 1988 года постановлением Священного синода определено быть епископом Казанским и Марийским взамен ушедшего по прошению на покой епископа Пантелеимона. 10 декабря в Богоявленском патриаршем соборе в Москве состоялось наречение, а 11 декабря — архиерейская хиротония, которую возглавил митрополит Ростовский и Новочеркасский Владимир (Сабодан). Ему сослужили: епископы Владимирский и Суздальский Валентин (Мищук), Орловский и Брянский Паисий (Самчук), Калининский и Кашинский Виктор (Олейник).
К этому времени в епархии действовали 27 храмов и молельных домов, в том числе 16 на территории Татарстана. Уже в 1989 году были возвращены около 20 храмов, в том числе Петропавловский собор в Казани, ряд сельских церквей.
В 1990 году принял участие в Поместном соборе, избравшем патриарха Алексия II.
С 11 июня 1993 года в связи с выделением из Казанской епархии территории новой Йошкар-Олинской и Марийской епархии стал именоваться «Казанский и Татарстанский».
25 февраля 1996 года возведён в сан архиепископа.
17 июля 1997 года назначен ректором Казанского духовного училища. 17 июля 1998 года в связи с преобразованием Казанского духовного училища в семинарию назначен ректором последней.
16 июля 2005 года решением Священного синода включён в синодальную рабочую группу по разработке «концептуального документа, излагающего позицию Русской Православной Церкви в сфере межрелигиозных отношений».
С 27 июля 2009 года — член Межсоборного присутствия Русской православной церкви.
Решением Священного синода от 16 марта 2012 года утверждён в должности настоятеля (священноархимандрита) Богородицкого мужского монастыря Казани и Раифского Богородицкого мужского монастыря Республики Татарстан Зеленодольского района посёлка Раифа.
6 июня 2012 года назначен главой вновь образованной Татарстанской митрополии и временно управляющим Чистопольской епархией. 18 июля возведён в сан митрополита.
13 июля 2015 года назначен митрополитом Симбирским и Новоспасским, главой Симбирской митрополии.
30 августа 2019 года решением Священного синода РПЦ, согласно прошению, почислен на покой в связи с достижением 75-летия; местом пребывания на покое определён город Казань с материальным содержанием от Симбирского епархиального управления.

## Критика
В декабре 2013 года обвинён протодиаконом Андреем Кураевым в отказе лишить сана пресс-секретаря Казанской епархии игумена Кирилла (Илюхина), проректора Казанской духовной семинарии, дело которого о подозрении в гомосексуальных актах с подопечными разбирала комиссия Патриархии. Игумен Кирилл (Илюхин) обвинялся в сексуальном домогательстве к воспитанникам семинарии. Дело рассматривала комиссия Учебного комитета Русской православной церкви, под руководством протоиерея Максима Козлова. По результатам расследования, игумен был отстранён от занимаемой должности за ненадлежащее исполнение своих служебных обязанностей, хотя комиссия не обнаружила доказательств сексуального домогательства, и он был оставлен в священном сане. Исполняющий обязанности старшего помощника прокурора Татарстана Сайяр Зиятдинов направил в прокуратуру Авиастроительного района Казани письмо, в котором было отмечено, что «направляется поступившее через интернет-сайт обращение О. М. Глазовой от 9.01.2014 о проведении проверки в отношении проректора по учебной работе Казанской духовной семинарии Русской православной церкви К. Илюхина» на предмет наличия признаков преступления, предусмотренного ст. 133 УК РФ (понуждение к действиям сексуального характера), а также добавлено, что «о результатах рассмотрения обращения прошу сообщить заявителю». Позднее Кураев выступил с критикой и лично владыки Анастасия, заявив о его «мизогинии» и «однозначной репутации».
В защиту митрополита выступили неназванные выпускники и студенты Казанской духовной семинарии, многолетний преподаватель Казанской духовной семинарии И. П. Ермолаев[уточнить] и главный редактор газеты «Православный Симбирск» и редактор ежедневного радиоканала «Православная волна» С. В. Серюбин.

#### Конфликт в Симбирской митрополии
В связи с назначением Анастасия митрополитом Симбирским и Новоспасским ульяновские священнослужители протоиерей Иоанн Косых, иерей Георгий Рощупкин и пришедшие с ними миряне выступили против Анастасия, выкрикивая «Анаксиос!» («Не достоин!») перед началом его первой службы в Спасо-Вознесенском кафедральном соборе 20 июля 2015 года. Против назначения митрополита Анастасия в обращении к Феофану, бывшему митрополиту Симбирскому и Новоспасскому, выступила часть участников ульяновского епархиального православного молодёжного клуба, большая часть которого встала на сторону Анастасия. Основанием своих действий протестующие объявили нарушение митрополитом Анастасием 90-го правила свода Карфагенских соборов. Однако, по мнению богословски образованных членов[кто?] РПЦ, такие действия мирян и клириков в отношении к своему епископу подпадают под целый ряд прещений по нескольким пунктам свода канонов.

## Награды
Государственные:
- Орден Почёта (28 декабря 2000 года) — за большой вклад в укрепление гражданского мира и возрождение духовно-нравственных традиций[20];
- медаль «За заслуги в проведении Всероссийской переписи» (14 октября 2002)[21]
- Медаль «В память 1000-летия Казани»
- Орден «За заслуги перед Республикой Татарстан»

Церковные:
- орден святого равноапостольного великого князя Владимира III степени (1977)
- Орден святого благоверного князя Даниила Московского II ст.;
- Орден преподобного Серафима Саровского III степени (21 июля 2005)[22]
- Орден святителя Алексия, митрополита Московского (26 июня 2008)[23];
- орден святителя Иннокентия, митрополита Московского и Коломенского II степени (6 мая 2013)[24];
- Памятная панагия (28 августа 2014) — во внимание к усердным архипастырским трудам и в связи с 70-летием со дня рождения[25];
- орден преподобного Сергия Радонежского III степени (11 декабря 2018) — «Во внимание к Вашему служению и в связи с 30-летием архиерейской хиротонии»[26]

Иные:
- Медаль «За вклад в наследие народов России»